# Bertus Freese
Bertus Johannes Freese (Almelo, 20 februari 1902 –aldaar, 21 november 1959) was een Nederlandse voetbalinternational die als midvoor speelde.
Freese speelde vanaf zijn zestiende voor Heracles uit Almelo. Met hem, en zijn broer Gerrit, werd Heracles in het seizoen 1926/27 Nederlands kampioen.
Het jaar daarop debuteerde Freese in het Nederlands elftal. Bij de Olympische Spelen 1928 in Amsterdam stond Freese op 30 mei 1928 in het veld bij het openingsduel van Nederland tegen Uruguay. Nederland verloor van de latere olympisch kampioen met 0-2 en moest zich met de troostronde van het toernooi tevredenstellen. Voor Freese bleef het zijn enige optreden in het Nederlands elftal.
Hij dreef een sigarenzaak in Almelo.